# Tambacarnifex unguifalcatus
Tambacarnifex unguifalcatus è un tetrapode estinto, appartenente ai pelicosauri. Visse nel Permiano inferiore (circa 290 - 285 milioni di anni fa) e i suoi resti fssili sono stati ritrovati in Germania.

## Descrizione
Questo animale è noto per uno scheletro postcranico quasi completo e una mandibola sinistra parziale. Doveva possedere un corpo lungo circa 1,5 metri, dotato di un cranio grande e fornito di forti denti aguzzi e ricurvi. Le zampe erano forti e relativamente corte, con caratteristici artigli ricurvi. L'aspetto doveva assomigliare molto a quello di animali meglio conosciuti, come Varanops.

## Classificazione
Tambacarnifex venne descritto per la prima volta nel 2013, sulla base di fossili ritrovati nella formazione di Tambach, nella località di Bromacker in Turingia (Germania centrale). Secondo un'analisi cladistica, questo animale era un membro derivato della famiglia dei varanopseidi, un gruppo di pelicosauri di medie dimensioni, vicini alla linea evolutiva che in seguito portò ai mammiferi. In particolare, Tambacarnifex è un membro dei varanodontini, una sottofamiglia che comprende i varanopseidi di maggiori dimensioni. Tambacarnifex è a tutt'oggi l'unico varanodontino noto al di fuori del Nordamerica.

## Paleoecologia
Tambacarnifex era un predatore all'apice della catena alimentare del suo ecosistema; viveva in un ambiente terrestre di altopiano; questo ecosistema costituisce un primo passo verso il moderno sistema trofico di vertebrati, con gli erbivori molto più numerosi e diversificati dei carnivori.